# ボズアトール
合資会社ボズアトールは、主にナレーション・声優を活動する芸能事務所。2000年12月15日設立。

## 所属タレント

### 男性
- 重塚利弘
- や乃えいじ
- Kay稲毛
- 成金屋清富(五島清富)
- 秋山ツトム
- 佐藤正宏
- 瀬口昌生
- 近藤ヒデシ
- 脇田愛樹
- 渡部裕之
- 福寿淳
- 水谷伊吹
- 木坂浩三
- 津谷太斗
- よどがわ富お
- 前田明正

### 女性
- 加藤くみ子
- 池原量
- 木元美香
- 小川時代
- 原智恵子
- 藤田ようこ
- 嶺村明香
- 大西みのり
- 沢田やすよ
- 藤田きょう子
- 大石英子
- 藍川真由美
- 伊藤有華
- 松口直恵
- もりの(森川美佳)
- 竹内水鳥
- 河原志穂
- 鈴木えみり
- 伊舞なおみ
- 荒木麻由
- 蜂屋朋子
- 大橋未歩
- 長谷川千種
- 藤本実華
- 東谷瑞穂
- 髙橋麻衣
- 松永月
- 崎須賀遥
- 西河里菜
- やよい
- 西山友佳子
- 中田明芳

## ジュニア所属

### 男性
- 木谷仁
- 渋谷孝志
- 豊田輝

### 女性
- 中村嘉乃
- 福島愛

## かつて所属していたタレント
- 西村直樹
- 野中政宏
- FUJIKEN
- 古田優児（現所属：KOTODAMA）
- リー5世（現所属：吉本興業）
- 合野都
- 梯恭葉
- 賀屋朋栄
- 北田真由味
- 京本京
- 後藤瑞季
- さおり（現所属：Jプロダクション）
- 神農知江
- 竹村奈津
- 津田美有紀
- 豊島由香
- 春菜りか
- 日榮ハルカ
- 森内恵美
- 龍すみか
- 吉原麻梨子